# Лысова, Татьяна Геннадьевна
Татья́на Генна́дьевна Лысо́ва (род. 18 марта 1968, Москва) — российская журналистка и медиаменеджер. Бывший главный редактор газеты «Ведомости» (2002—2007, 2010—2017). Бывший первый заместитель главного редактора и руководитель московского бюро издания «Meduza» (2020—2021). Бывший заместитель главного редактора и шеф-редактор службы политической информации агентства «Интерфакс» (2018—2019). Лидер инвестиционной редакции Альфа-банка (2021—н. в.). Лауреат 8-й премии «Медиаменеджер России — 2008» (номинация «Печатные СМИ. Газеты»).

## Биография
Родилась 18 марта 1968 года в Москве.
В 1991 году окончила Московский институт радиотехники, электроники и автоматики по специальности «Прикладная математика».
В 1991—1993 годах работала программистом, в 1993—1994 годах — менеджером по внешней торговле.
В 1994 году начала журналистскую карьеру. В 1994—1995 годах — корреспондент еженедельного журнала «Коммерсантъ—Weekly». В 1995—1999 годах — редактор отдела компаний экономического еженедельного журнала «Эксперт».
В 1999 году начала работать в газете "Ведомости". Сначала была редактором отдела «Энергоресурсы», в 2000—2002 годах — заместителем (позднее — первым заместителем) главного редактора, с весны по декабрь 2002 года — шеф-редактором, с декабря 2002 года по 2007 год — главным редактором.
В 2007—2010 годах была редакционным директором издательской компании ЗАО «Бизнес ньюс медиа», издававшей газету "Ведомости" и журнал "Smart Money" (закрыт в мае 2009 года).
С марта 2010 по май 2017 года — вновь главный редактор «Ведомостей», с апреля 2013 года отвечала также и за сайт vedomosti.ru. Была одним из авторов «догмы» «Ведомостей» — внутренних правил издания, которые произвели тихую революцию на российском медийном рынке: «догму» как учебник по журналистике изучали сотрудники десятков российских СМИ.
С марта 2018 года по декабрь 2019 года — заместитель главного редактора и шеф-редактор службы политической информации агентства «Интерфакс».
С января 2020 года по август 2021 года была первым заместителем главного редактора и руководителем московского бюро издания «Meduza».
С сентября 2021 года — лидер инвестиционной редакции Альфа-банка, где занимается развитием обучающих курсов для клиентов, а также разработкой контента для сервисов банка об инвестициях.